# Pfarrkirche Brederis

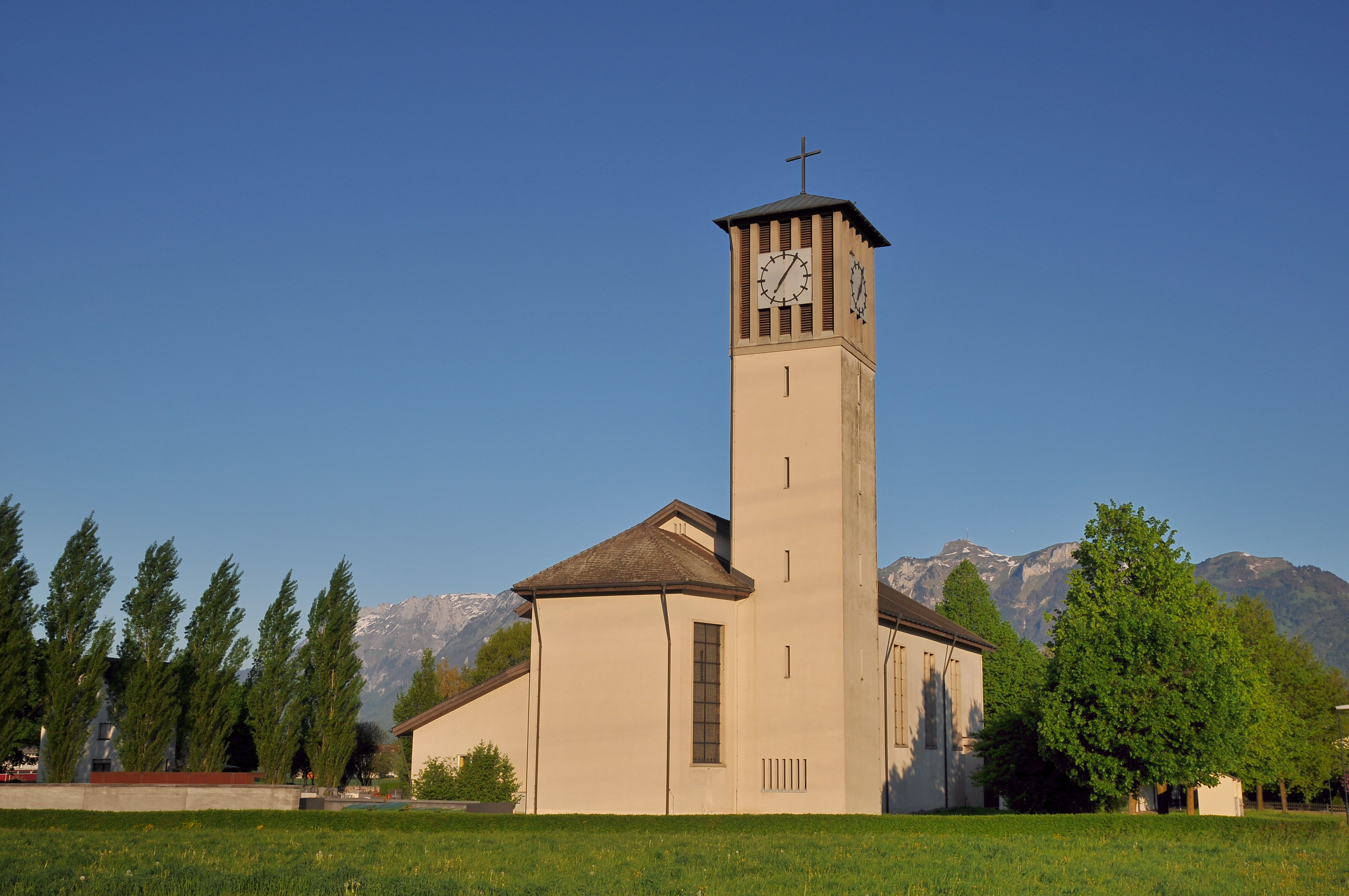
Katholische Pfarrkirche hl. Eusebius in Brederis

Die römisch-katholische Pfarrkirche Brederis steht in der Ortschaft Brederis in der Gemeinde Rankweil im Bezirk Feldkirch in Vorarlberg. Sie ist dem heiligen Eusebius von Rankweil geweiht und gehört zum Dekanat Rankweil in der Diözese Feldkirch. Das Bauwerk steht unter Denkmalschutz (Listeneintrag).

## Geschichte
Die Kirche wurde 1958 nach einem Entwurf des Architekten Jakob Marte erbaut und 1959 geweiht.

## Architektur
Kirchenäußeres
Die Kirche ist ein Rechteckbau unter einem Satteldach. Die Vorhalle ruht auf Säulenstützen. Der eingezogene Chor ist niedriger als das Kirchenschiff. Südlich schließt am Chor ein eingeschoßiger Sakristeianbau mit Pultdach an. Der im Norden an der Schnittstelle von Kirchenschiff und Chor angebaute Kirchturm ist mit einem flachen Pyramidendach gedeckt und trägt als Krönung ein großes lateinisches Kreuz. Vom vierstimmigen Glockengeläut mit der Tonfolge c¹ - es¹ - f¹ - as¹ wurden drei Glocken 1974 von der Glockengießerei Oberascher in Salzburg gegossen. Die zweitgrößte Glocke mit dem Schlagton es¹ entstand schon 1958 in der Glockengießerei Grassmayr (Innsbruck).
Kircheninneres

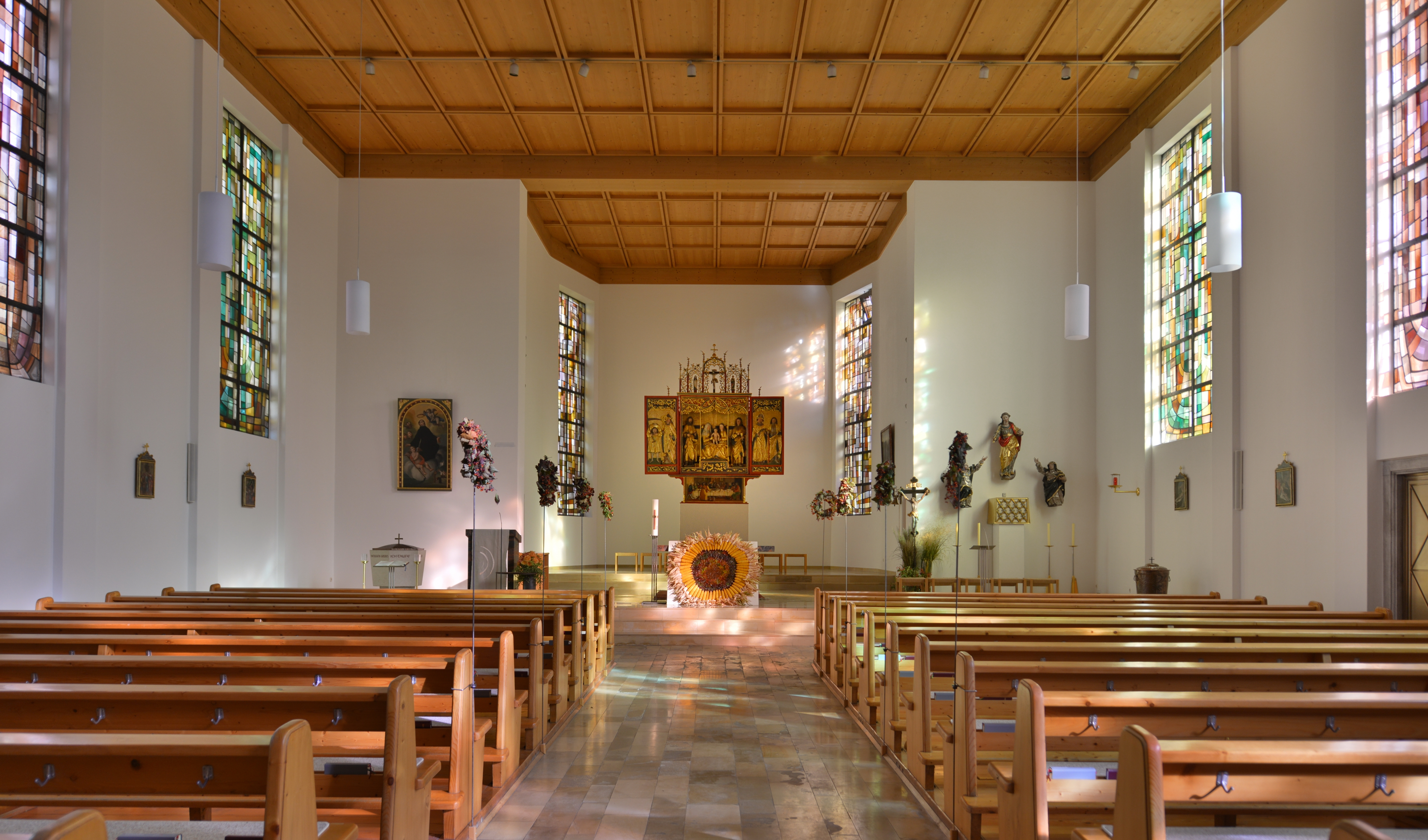
Innenansicht

Im Inneren bildet die Kirche einen großen Saalraum mit einer flachen Decke. Der Chor ist eingezogen und konisch gebildet. Er endet in einem geraden Abschluss. Die Decke über dem Chor ist ebenfalls flach. Im Westen befindet sich eine geschwungene Empore, die auf zwei Säulen ruht. Die Glasmalereien stammen von Hannes Bertle. Sie wurden 1959 von der Tiroler Glasmalereianstalt geschaffen. Die Glasmalereien in der Taufkapelle und links unter der Empore wurden nach einem Entwurf von K. Weißofner von Rudolf Marte ausgeführt. Das Glasbild unter der Empore stellt den heiligen Johannes den Täufer dar.

## Ausstattung
Der Hochaltar ist ein spätgotischer Flügelaltar, der ursprünglich in der Annakapelle stand. Die Schreinfiguren stellen die heilige Anna selbdritt, den heiligen Johannes und auf der rechten Seite den heiligen Josef dar. Auf den Innenseiten sind auf der linken Seite die Heiligen Georg und Eligius, auf der rechten Seite die Heiligen Theodul und Eusebius dargestellt. An den Außenseiten der Flügel ist ein Gemälde „Christus am Ölberg“ zu sehen. Das Gemälde der Predella zeigt das „Letzte Abendmahl“. Im Gesprenge des Altars ist ein Kruzifix  mit Figuren der Heiligen Maria und Johannes. Auf der Rückseite der Predella sieht man ein Gemälde „Schweißtuch der Veronika“. Der Altar stammt aus der Werkstatt des Bildschnitzers Ivo Strigel aus der Zeit um 1510.
In der Kirche stehen eine Fatimà-Figur aus Portugal und eine Herz Jesu-Statue. Beide wurden im 20. Jahrhundert geschaffen. Ein Bild der „Glorie des heiligen Eusebius“ stammt vom Ende des 17. Jahrhunderts. Ein Votivbild stellt die „Marter des heiligen Eusebius“ dar. Es wurde 1673 gemalt und 1927 von Josef Barbich renoviert.
Orgel
Die Orgel stammt aus dem Jahr 1860 und wurde von Orgelbauer Alois Schönach für die Alte katholische Pfarrkirche in Vandans gebaut. Nach einem Neubau dieser Kirche wurde die Orgel aber nicht übernommen, sondern 1963 nach einer Restaurierung durch die Orgelmanufaktur Gebrüder Mayer in die Eusebiuskirche eingebaut. Sie hat einen Umfang von 15 Registern auf zwei Manualen und einem Pedal.